# Spoorlijn Dietikon - Wohlen
De spoorlijn Dietikon - Wohlen is een Zwitserse spoorlijn van de voormalige spoorwegondernemingen Bremgarten-Dietikon-Bahn (afgekort: BD) en de Wohlen-Bremgarten-Bahn (afgekort: WB) met een traject tussen Bremgarten gelegen in het kanton Aargau en Dietikon gelegen in het kanton Zürich. De treindienst wordt tegenwoordig uitgevoerd door de BDWM Transport AG.

## Geschiedenis

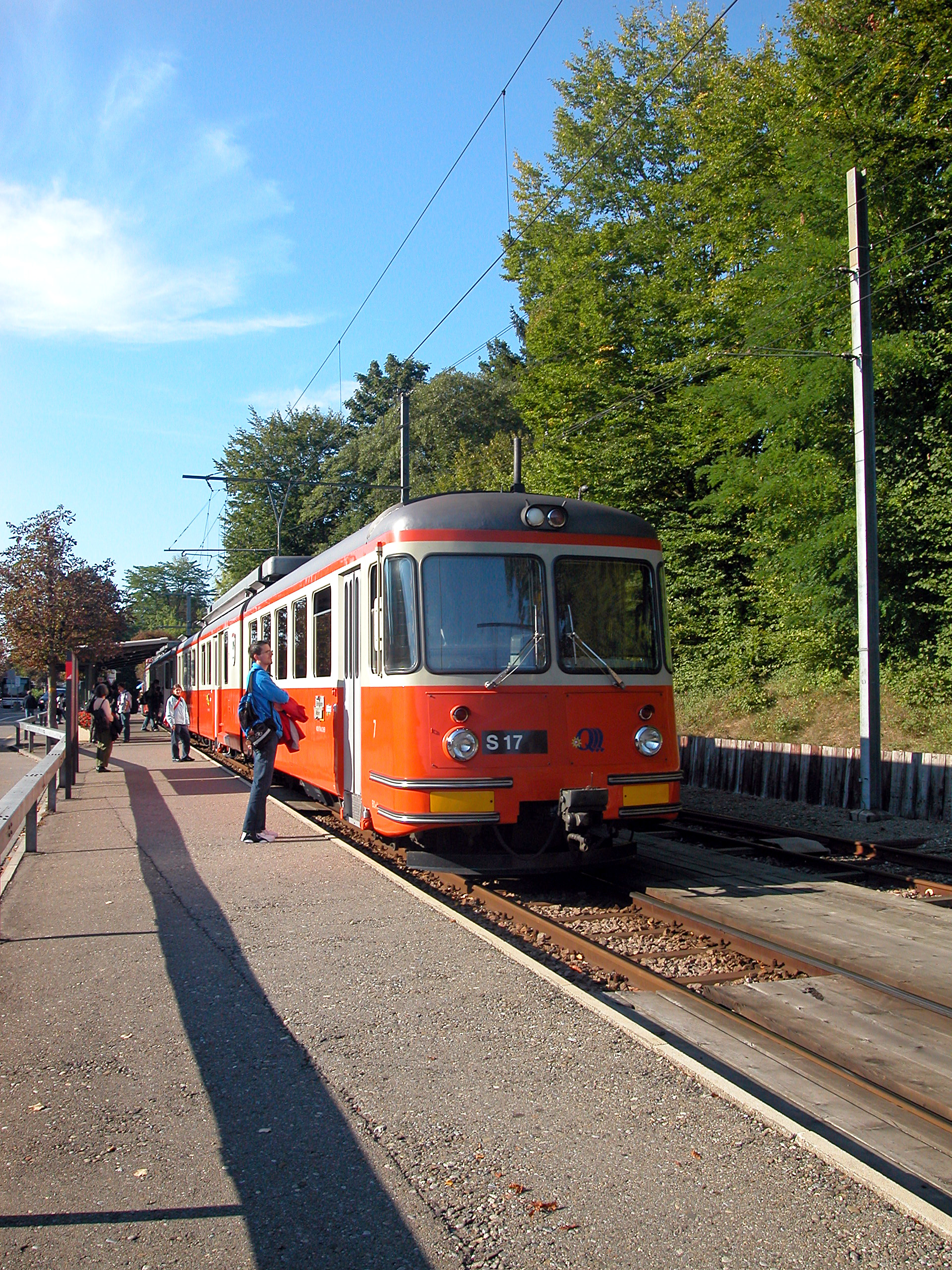
Oudere trein op Bahnhofplatz in Wohlen

Het traject tussen Wohlen en Bremgarten West werd door de Wohlen-Bremgarten-Bahn als een normaalsporige aansluiting aangelegd. Dit traject werd op 1 september 1876 geopend.
Het traject sluit aan op het traject van de Aargauischen Südbahn tussen Aarau – Wohlen – Rotkreuz.
De bouw aan het traject tussen Dietikon en de stad Bremgarten begon in 1901.
Het traject werd op 1 mei 1902 geopend als een elektrische tramlijn.
Het ontbrekende stuk tussen Bremgarten en Bremgarten West werd in 1910 aangelegd waardoor op 8 februari 1912 doorgaand verkeer tussen Dietikon en Wohlen mogelijk werd.
De BDWM Transport AG ontstond in 2000 door een fusie tussen de Bremgarten-Dietikon-Bahn en de Wohlen-Meisterschwanden-Bahn. Bij deze fusie kwamen ook een aantal buslijnen bij deze onderneming.
De BDWM nam na 140 jaar in juni 2015 afscheid van het normaalspoor deel van het traject.

In 2007 werd besloten het complete voertuigenpark te vervangen door 14 lagevloertreinen van het type ABe 4/8 (Diamant) van Stadler AG.
Er bestonden al jaren plannen om een tunnel op het traject tussen Dietikon en Bergfrieden aan te leggen, zodat er niet meer op straat gereden hoeft te worden. Maar dit is te duur, en daarom is besloten het traject op straat te verdubbelen, zodat het niet meer nodig is tegen het verkeer in te rijden. Tevens is het daardoor mogelijk om de haltes voor iedereen toegankelijk/bruikbaar te maken. Bij het station komen meerdere wissels, en wordt de tot nu toe doodlopende lijn aangesloten op de Limmattal bahn, die vanuit Zürich wordt doorgetrokken. De spoorverdubbeling is inmiddels uitgevoerd, en de Limmattalbahn is in december 2022 in gebruik genomen. Het stationsplein is daarbij autovrij geworden. 

## Elektrische tractie
Het traject werd in 1933 geëlektrificeerd met een spanning van 1200 volt gelijkstroom.